# Micromus sjostedti
Micromus sjostedti är en insektsart som beskrevs av Herman Willem van der Weele 1910. 
Micromus sjostedti ingår i släktet Micromus och familjen florsländor. Inga underarter finns listade i Catalogue of Life.